# Banda malajski jezik
Banda malajski jezik (ISO 639-3: bpq), malajsko-polinezijski jezik malajske skupine, kojim govori 3 690 ljudi (2000) na otocima Banda (Kepulauan Banda) u Molucima, Indonezija. Izvorna populacija iznosila je u vrijeme dolaska Nizozemaca između 13 000 i 15 000
Jedan je od šest jezika istočnoindonezijske podskupine

## Vanjske poveznice
- Ethnologue (14th)
- Ethnologue (15th)